# Johann Christoph Pepusch

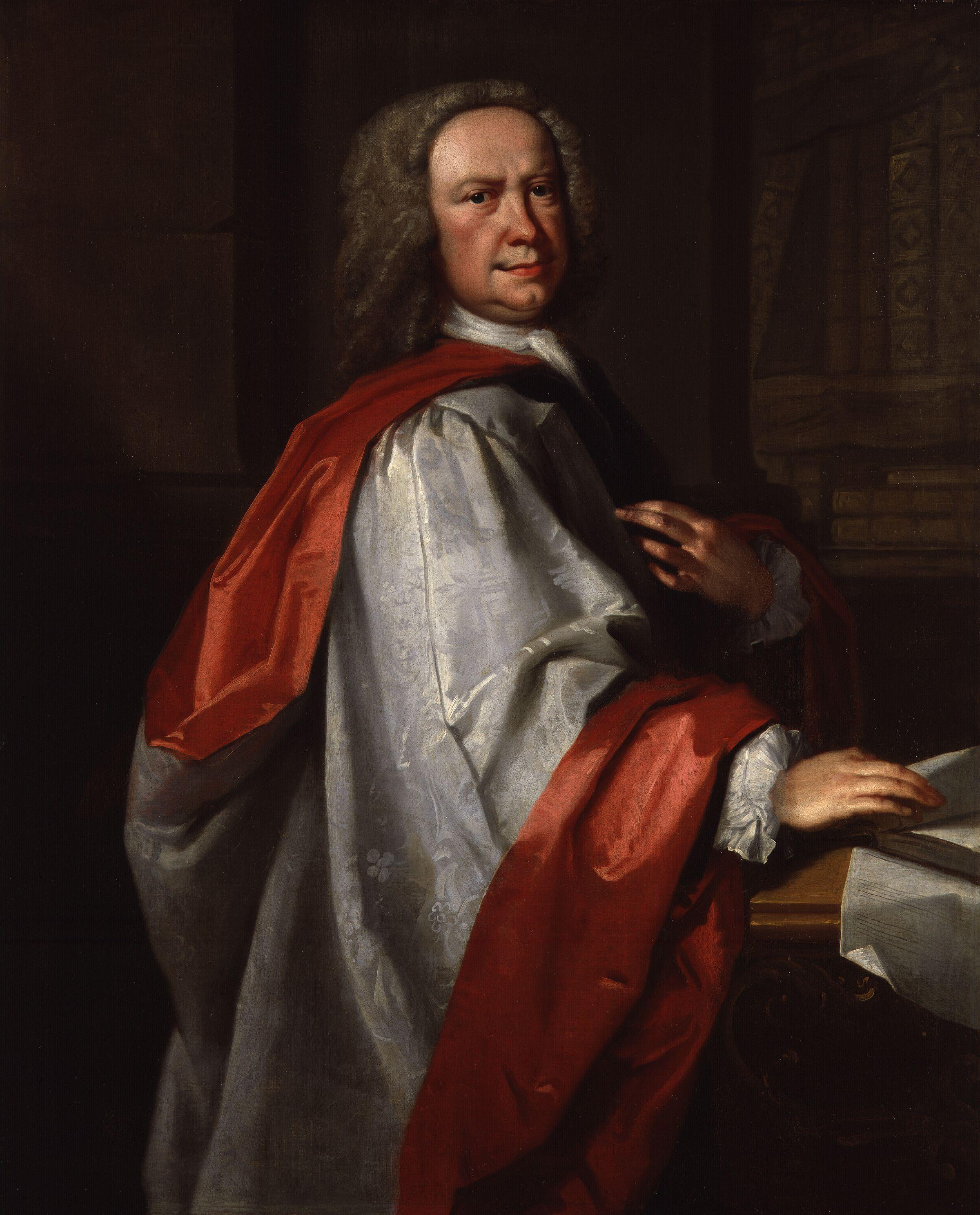
Johann Christoph Pepusch

Johann Christoph Pepusch (Berlino, 1667 – Londra, 20 luglio 1752) è stato un compositore tedesco, che passò gran parte della sua vita in Inghilterra.

## Biografia
All'età di 14 anni ebbe un impiego alla Corte di Prussia. 
Intorno al 1700 si trasferì a Londra dove, dieci anni dopo, fu uno dei fondatori della The Academy of Vocal Music, che nel 1726 prese il nome di The Academy of Ancient Music. 
Nel 1707 avviene la prima assoluta di Thomyris, Queen of Scythia con Valentino Urbani nel Drury Lane (teatro).
Nel Doane's Directory a pagina 76, si legge, a proposito della fondazione dell'Accademia: 
(Doane's Directory)
Pepusch rimase direttore dell'Academy fino alla sua morte nel 1752, quando gli succedette Benjamin Cooke. Nel 1718 si sposò con il celebre soprano Francesca Margherita de L'Épine.
Pepusch collaborò a lungo con Handel a Cannons House, a nord-ovest di Londra, dove entrambi erano al servizio di James Brydges, 1º duca di Chandos. 
Nonostante Pepusch sia conosciuto come arrangiatore delle musiche per L'opera del mendicante (1728, su libretto di John Gay) egli compose molti altri lavori, sia per il teatro che per le liturgie religiose, ed anche un certo numero di concerti e sonate in trio per vari strumenti.